# Check on It
Singles de Beyoncé Knowles
Naughty Girl
(2004) Déjà Vu
(2006)
Check on It est un single de la chanteuse R'n'B Beyoncé tirée du best-of des Destiny's Child, Number 1's mais figurant également sur l'album B'Day. La chanson a atteint la première place du Billboard Hot 100 américain où elle est restée 5 semaines consécutives ainsi qu'au Brésil et en Nouvelle-Zélande.

## Titres disponibles
CD single
1. Album version – 3:34
2. Instrumental – 3:31
3. Bama Boyz After Dark remix – 4:15
4. Bama Boyz remix – 3:54
5. Grizz remix – 3:19
6. Gantman Juke mix – 4:21

## Classement du titre
| Pays (2005r.)                                | Position |
| -------------------------------------------- | -------- |
| Canada - Canadian BDS Airplay Chart          | 20       |
| Pays (2006r.)                                | Position |
| États-Unis - Billboard Hot 100               | 1        |
| États-Unis - Billboard Pop 100               | 1        |
| États-Unis - Billboard Hot R&B/Hip-Hop Songs | 3        |
| États-Unis - Billboard Rhythmic Top 40       | 1        |
| États-Unis - Billboard Hot Dance Club Play   | 1        |
| Autriche - Austrian Singles Chart            | 10       |
| Belgique - Belgium UltraTop 50               | 9        |
| Brésil - Brazilian Hot 100                   | 1        |
| République tchèque - Czech Top 100           | 7        |
| Europe - European Singles Chart              | 6        |
| Finlande - Finnish Singles Chart             | 6        |

| Pays (2006r.)                                | Position |
| -------------------------------------------- | -------- |
| France - French Singles Chart                | 32       |
| Allemagne - German Singles Chart             | 11       |
| Irlande - Irish Singles Chart                | 2        |
| Japon - Japanese Singles Chart               | 76       |
| Pays-Bas - Dutch Top 40                      | 5        |
| Nouvelle-Zélande - New Zealand Singles Chart | 1        |
| Norvège - Norwegian Singles Chart            | 3        |
| Lettonie - Latvian Airplay Top               | 11       |
| Pérou - Peru Top 100                         | 16       |
| Suède - Swedish Singles Chart                | 11       |
| Suisse - Swiss Singles Chart                 | 7        |
| Royaume-Uni - UK Singles Chart               | 3        |
| United Chart                                 | 2        |

| Pays (2005r.)                                | Position |
| -------------------------------------------- | -------- |
| Canada - Canadian BDS Airplay Chart          | 20       |
| Pays (2006r.)                                | Position |
| États-Unis - Billboard Hot 100               | 1        |
| États-Unis - Billboard Pop 100               | 1        |
| États-Unis - Billboard Hot R&B/Hip-Hop Songs | 3        |
| États-Unis - Billboard Rhythmic Top 40       | 1        |
| États-Unis - Billboard Hot Dance Club Play   | 1        |
| Autriche - Austrian Singles Chart            | 10       |
| Belgique - Belgium UltraTop 50               | 9        |
| Brésil - Brazilian Hot 100                   | 1        |
| République tchèque - Czech Top 100           | 7        |
| Europe - European Singles Chart              | 6        |
| Finlande - Finnish Singles Chart             | 6        |

| Pays (2006r.)                                | Position |
| -------------------------------------------- | -------- |
| France - French Singles Chart                | 32       |
| Allemagne - German Singles Chart             | 11       |
| Irlande - Irish Singles Chart                | 2        |
| Japon - Japanese Singles Chart               | 76       |
| Pays-Bas - Dutch Top 40                      | 5        |
| Nouvelle-Zélande - New Zealand Singles Chart | 1        |
| Norvège - Norwegian Singles Chart            | 3        |
| Lettonie - Latvian Airplay Top               | 11       |
| Pérou - Peru Top 100                         | 16       |
| Suède - Swedish Singles Chart                | 11       |
| Suisse - Swiss Singles Chart                 | 7        |
| Royaume-Uni - UK Singles Chart               | 3        |
| United Chart                                 | 2        |